# Gabriela Geiculescu
Gabriela Geiculescu (n. 22 februarie 1966, București, România) este o gimnastă română. Maestru al sportului în gimnastică de la Clubul Sportiv Școlar Triumf din București, antrenată de Rodica Apăteanu în perioada 1973 - 1976, apoi de către antrenorii Cristina și Petru Ioan în perioada 1977 - 1980, campioană națională de junioare în 1979, membră a lotului olimpic de gimnastică a României, antrenat la Deva de Márta și Béla Károlyi.
Gabriela Geiculescu se afla în prezent în orașul Nashville, Tennessee din Statele Unite, unde antrenează în propria sa sală de gimnastică, Gaby's Gymnastics.